# Nedo Nadi
Nedo Nadi (Livorno, 9 giugno 1894 – Portofino, 29 gennaio 1940) è stato uno schermidore, maestro di scherma e dirigente sportivo italiano, specializzato nel fioretto, nella spada e nella sciabola.

## Biografia
Nedo Nadi e il fratello minore Aldo furono avviati alla scherma dal padre, il maestro d'armi Giuseppe Nadi (fondatore dello storico Circolo Scherma Fides di Livorno), il quale li allenò con durezza al pari degli altri allievi della propria scuola. Nella sua palestra i due ragazzi venivano addestrati all'uso del fioretto e della sciabola; la spada invece era proibita, perché il padre la riteneva un'arma indisciplinata. Nedo era quindi costretto ad andare a tirare di spada altrove, di nascosto dal padre.
Nedo Nadi vinse il Torneo dell'Imperatore a Vienna, quindi debuttò appena diciottenne alle Olimpiadi ai Giochi di Stoccolma nel 1912. Ed ottenne subito il primo successo olimpico, l'oro nel fioretto individuale.
Terminata la guerra, partecipò alle Olimpiadi del 1920 di Anversa in veste di alfiere portabandiera della spedizione azzurra e capitano della squadra italiana di scherma, da lui totalmente scelta. Nedo Nadi compì l'impresa di diventare campione olimpico in tutte e tre le armi nella stessa edizione dei Giochi. Vinse l'oro a squadre nella spada, ed entrambi gli ori (individuale e a squadre) sia nel fioretto che nella sciabola. Mancò solo l'oro individuale nella spada, a causa di problemi intestinali che lo costrinsero ad abbandonare il torneo. Portato in trionfo dagli stessi avversari, fu uno dei protagonisti di quell'Olimpiade, assieme al fratello Aldo e al finlandese volante Paavo Nurmi.
Dopo quelle Olimpiadi Nedo Nadi si trasferì in Argentina, allenando e gareggiando per il Jockey Club di Buenos Aires. Rientrò in Italia alla fine del 1923, con il fisico debilitato ma con un cospicuo conto in banca. Si sposò e riprese a tirare di scherma per passione. Nel 1930 dimostrò ancora la sua bravura di schermitore di livello internazionale, vincendo il Campionato del Mondo per "professionisti", cioè i Maestri di Scherma.
Venne nominato commissario tecnico della squadra azzurra per le Olimpiadi del 1932 a Los Angeles e nel 1936 divenne presidente della Federazione Italiana Scherma, incarico che mantenne fino alla morte. Sotto la sua presidenza, l'Italia conquistò quattro ori e tre argenti e due bronzi ai Giochi del 1936. Fu anche giornalista sportivo.
Nedo Nadi morì nel 1940, a soli quarantacinque anni, stroncato da un ictus. Fu sepolto a Portofino, poco oltre l'ingresso del cimitero alla sinistra della chiesa di San Giorgio.
Nadi era un esteta riservato, con una volontà di ferro. Da molti schermidori è considerato il più grande schermidore di tutti i tempi. A quanti sostennero che Edoardo Mangiarotti fosse il migliore schermidore d'Italia, per via del numero di medaglie vinte, suo fratello Aldo rispose che Nedo aveva sì vinto meno medaglie, ma tutte d'oro. La sua collezione personale di attrezzature per la scherma è conservata presso l'Agorà della Scherma, museo sito a Busto Arsizio.

## Nella cultura di massa

### Fumetti
Sul numero 3036 di Topolino, nella storia Le strabilianti imprese di Fantomius - La maledizione del faraone appare un personaggio di nome Nedo Naduck, ispirato a Nedo Nadi.

## Palmarès

### Giochi olimpici
Individuale
- Oro nel fioretto a Stoccolma 1912
- Oro nel fioretto ad Anversa 1920
- Oro nella sciabola ad Anversa 1920

A squadre
- Oro nel fioretto ad Anversa 1920
- Oro nella spada ad Anversa 1920
- Oro nella sciabola ad Anversa 1920

## Primati
Insieme al fratello Aldo, è l'unico schermidore ad avere vinto una medaglia d'oro in tutte e tre le armi nel corso di una stessa Olimpiade e detiene il record per il maggior numero (5) di medaglie d'oro vinte nella scherma sempre in una stessa Olimpiade (edizione di Anversa del 1920). Si noti che il massimo teorico di medaglie che uno schermidore può vincere nella stessa Olimpiade è sei.
A partire dal 1920 Nedo Nadi ha detenuto il record assoluto (5) di medaglie d'oro vinte da un atleta di qualsiasi sport in una stessa edizione dei giochi olimpici, condiviso con Anton Heida (Giochi olimpici del 1904, ginnastica), Willis Lee (Giochi olimpici del 1920, tiro) e Paavo Nurmi (Giochi olimpici del 1924, atletica), superato poi da Mark Spitz, vincitore di sette titoli nel nuoto nel corso dei Giochi olimpici del 1972, a sua volta scavalcato da Michael Phelps con otto medaglie d'oro sempre nel nuoto alle Olimpiadi di Pechino del 2008.

## Riconoscimenti
- Nel maggio 2015, una targa dedicata a Nedo Nadi è stata inserita nella Walk of Fame dello sport italiano al parco olimpico del Foro Italico a Roma, riservata agli sportivi italiani che si sono distinti in campo internazionale.[6][7]